# Brezolles
Brezolles – miejscowość i gmina we Francji, w Regionie Centralnym, w departamencie Eure-et-Loir.
Według danych na rok 1990 gminę zamieszkiwało 1695 osób, a gęstość zaludnienia wynosiła 119 osób/km² (wśród 1842 gmin Regionu Centralnego Brezolles plasuje się na 233. miejscu pod względem liczby ludności, natomiast pod względem powierzchni na miejscu 920.).